# Trichiolaus argentarius
Trichiolaus argentarius är en fjärilsart som beskrevs av Butler 1879. Trichiolaus argentarius ingår i släktet Trichiolaus och familjen juvelvingar. Inga underarter finns listade i Catalogue of Life.